# 無我相經
無我相經（巴利文：Anattalakkhaṇa Sutta）是釋迦牟尼在成佛後，第二次說法時對五比丘講的經文。 在講了無我相經後，五比丘有四人即時證得阿羅漢果，並從諸煩惱解脫。
無我相經也被稱為《非我相經》，《五蘊皆空經》。 北傳漢譯版收錄於《雜阿含經》中第34經。南傳上座部版則收錄於《相應部》（巴利文：Saṃyutta Nikāya）中。
經文記錄了佛陀在鹿野苑對五比丘講解身體五蘊皆空所以無我的道理。因為身體時而會受病苦等影響，所以是無常的而並非真「我」（巴利文：Atta)。

## 佛說無我相經叙述
有一次，世尊住在波羅奈鹿野苑的仙人落處。在那裡，世尊召喚五衆比丘們：
「比丘們！」
「尊師！」那些比丘回答世尊。
世尊這麼說：

#### (無我段）
```
比丘們！
色
無我。比丘們！因為，如果色有我，色不應導致病苦，也應能願色為：『我的色要這樣；我的色不要這樣。』但，比丘們！因為色無我，因此，色導致病苦，也不能願色為：『我的色要這樣；我的色不要這樣。』
```

```
比丘們！
受
無我。比丘們！因為，如果受有我，受不應導致病苦，也應能願受為：『我的受要這樣；我的受不要這樣。』但，比丘們！因為受無我，因此，受導致病苦，也不能願受為：『我的受要這樣；我的受不要這樣。』
```

```
比丘們！
想
無我
……（中略）
```

```
比丘們！
行
無我
……（中略）
```

```
比丘們！
識
無我
……（中略）
```

#### 佛陀與比丘問答（無常段）
| 佛陀：比丘們！你們怎麼想：色是常的，還是無常的呢？                                           |
| 比丘：無常的，世尊！                                                                         |
| 佛陀：而凡為無常的，是苦的，還是樂的呢？                                                     |
| 比丘：苦的，世尊！                                                                           |
| 佛陀：而凡為無常的、苦的、變化不定的，你們適合認為：『這是我的，我是這個，這是我的真我』嗎？ |
| 比丘：不，世尊！                                                                             |
| 佛陀：受……想……行……識是常的，或是無常的呢？                                                   |
| 比丘：無常的，世尊！                                                                         |
| ……（中略）                                                                                   |

#### （非真我段）
比丘們！因此，在這裡，
```
凡任何
色
，不論過去、未來、現在，或內、或外，或粗、或細，或下劣、或勝妙，或遠、或近，所有色應該以正確智慧被這樣如實看作：『這不是我的，我不是這個，這不是我的真我。』
```

```
凡任何
受
，不論過去、未來、現在，或內、或外，……（中略）或遠、或近，所有受應該以正確智慧被這樣如實看作：『這不是我的，我不是這個，這不是我的真我。』
```

```
凡任何
想
……（中略）
```

```
凡任何
行
……（中略）
```

```
凡任何
識
……（中略）
```

#### （完結段）
比丘們當即看透。已闻開示的聖弟子，對色厭離、對受厭離、對想厭離、對行厭離、對識厭離；厭者離染，經由離貪而解脫，當解脫時，生起『已解脫』之智慧，他了知：『出生已盡，梵行已完成，應該作的已作，不再有這樣輪迴的狀態了。』
這就是世尊所說，欣悅的五比丘們對世尊所說感歡喜。
而當此開示被講解時，五比丘們的心無執取而從諸煩惱解脫。

## 北傳漢譯版
唐朝玄奘法師，義淨法師， 奉朝廷制令翻譯。唐朝至今已有一千多年。 因時代變遷，當時通用的官話雅言，不是現今的普通中文。 經文的一些中古時期字義讀音跟現代漢語會有一定的差異。

#### 文言文原文
```
如是我聞。 一時薄伽梵。 在婆羅痆斯仙人墮處施鹿林。 爾時世尊。 告五苾芻曰。 汝等當知。 色不是我。 若是我者。 色不應病及受苦惱。 我欲如是色。 我不欲如是色。 既不如是。 隨心所欲。 是故當知。 色不是我。 受想行識。 亦復如是。 復次莧芻。 於汝意雲何。 色為是常為是無常。 白言大德。 色是無常。 佛言。 色既無常。 此即是苦。 或苦苦。 壞苦。 行苦。 然我聲聞。 多聞弟子。 執有我不。 色即是我。 我有諸色。 色屬於我。 我在色中不。 不爾世尊。 應知受想行識。 常與無常。 亦復如是。 凡所有色。 若過去未來現在。 內外粗細。 若勝若劣若遠若近。 悉皆無我。 汝等當知。 應以正智而善觀察。 如是所有受想行識。 過去未來現在。 悉應如前正智觀察。 若我聲聞聖弟子眾。 觀此五取蘊。 知無有我及以我所。 如是觀已。 即知世間。 無能取所取。 亦非轉變。 但由自悟而證涅槃。 我生已盡。 梵行已立。 所作所為已辦。 不受後有。 說此法時。 五苾芻等。 於諸煩惱。 心得解脫。 信受奉行。
```

#### 五蕴涵义
五蘊中的每一蘊（巴利文：Khandha）都可以用大篇幅文章來解釋其涵義。 其巴利文或梵文原字有些在古時印度的其他教派早已使用，並非佛教獨創，所以其涵義帶有當時的社會環境背景。 這裡提供的是簡易字義參考。
| 色 （巴利文：Rupa）     | 形體貌相           |
| 受 （巴利文：Vedana）   | 苦樂感受           |
| 想 （巴利文：Samjna）   | 思想認知           |
| 行 （巴利文：Sanskara） | 行動（尤其意念上） |
| 識 （巴利文：Vijnana）  | 意識               |